# مسرشمیت ام‌ایی ۳۲۹
مسرشمیت ام‌ئی ۳۲۹ (به انگلیسی: Messerschmitt Me 329) یک هواگرد ساختِ کارخانهٔ مسرشمیت در کشور آلمان است. نخستین استفاده‌کنندهٔ این هواپیما نیروی هوایی آلمان نازی بوده‌است.